# Extra Value
Extra Value – EPka wydana przez zespół Cake w roku 2004. Zawiera 3 piosenki. 
EPka zawiera dwa kowery i jeden nowy utwór - "Conroy". Wszystkie te utwory znalazły się potem na kompilacji utworów zespołu - "B-Sides and Rarities".

## Spis utworów
1. "Ruby Don't Take Your Love To Town" - 2:58
2. "Strangers In The Night" - 2:52
3. "Conroy" - 4:14